# Prix Hervé-Deluen
Le Prix Hervé-Deluen est un prix de la francophonie créé en 2007 et décerné par l'Académie française. Il récompense des écrivains étrangers de langue française, mais aussi des chercheurs en littérature française et des personnes physiques ou morales faisant la promotion de la langue française.
Le Prix Hervé-Deluen est devenu, en 2015, le Grand Prix Hervé-Deluen.

## Liste des lauréats

### Années 2000
- 2007 : Peter Tame ( Royaume-Uni) et Naïm Kattan ( Irak/ Canada)
- 2008 : Association internationale des études françaises
- 2009 : Alexandre Najjar ( Liban)

### Années 2010
- 2010 : Voltaire Foundation pour soutenir l'édition des Œuvres complètes de Voltaire ( Royaume-Uni)
- 2011 : Moussa Konaté ( Mali), qui œuvre, par ses ouvrages et son travail d’éditeur, à la diffusion de la littérature francophone au Mali
- 2012 : Olivier Barrot ( France)
- 2013 : Beata de Robien, née Nowak ( Pologne)[1]
- 2014 : Association portugaise d’études françaises ( Portugal /  France)
- 2015 : Alain Borer ( France), pour De quel amour blessée. Réflexions sur la langue française
- 2016 : Hélé Béji ( Tunisie)
- 2017 : Daniel Maximin ( France)
- 2018 : Jean-Michel Delacomptée ( France) pour Notre langue française
- 2019 : Dai Sijie ( Chine)

### Années 2020
- 2020 : Stéphane Heuet ( France) pour une adaptation illustrée de Marcel Proust
- 2021 : Jordan Plevnes ( Macédoine)
- 2022 : Anna Moï ( France)
- 2023 : Emmanuel Dongala ( République du Congo)
- 2024 : Constantin Sigov ( Ukraine)
- 2025 : Souleymane Bachir Diagne ( Sénégal)